# Denis J. O’Sullivan
Denis James O’Sullivan (* 5. März 1918; † 20. Juli 1987) war ein irischer Politiker der Fine Gael.

## Leben
O’Sullivan, der von Beruf Kaufmann und Auktionator war, begann seine politische Laufbahn 1948, als er als Kandidat der Fine Gael erstmals für das Unterhaus (Dáil Éireann) kandidierte. Nachdem er 1951 zum Abgeordneten (Teachta Dála) gewählt worden war, gehörte er dem Unterhaus bis zu seiner Wahlniederlage 1965 an und zwar zunächst für den Wahlkreis Cork North sowie zuletzt von 1961 bis 1965 für Cork Mid.
Zwischen Juni 1954 und März 1957 war er nicht nur Parlamentarischer Sekretär beim Premierminister (Taoiseach) John A. Costello, sondern zugleich auch beim Verteidigungsminister Seán Mac Eoin. Zugleich war er während dieser Zeit Parlamentarischer Geschäftsführer (Government Chief Whip) der Regierungsfraktion.
Nachdem er 1965 wegen der Niederlage in seinem Wahlkreis aus dem Unterhaus ausscheiden musste, wurde er als Vertreter der Industrie und Finanzen Mitglied des Senats (Seanad Éireann), verzichtete jedoch auf eine erneute Kandidatur 1969 und zog sich anschließend aus dem politischen Leben zurück.